# Козловка (Чувашия)
Козло́вка (чув. Куславкка) — город в Чувашской Республике России. Административный центр Козловского муниципального округа, с 2004 по 2022 год Козловского городского поселения.

## География
Город расположен в 97 км по дороге М-7 в сторону Казани от Чебоксар и имеет весьма выгодное географическое положение, которое определяется:
1. положением на правом берегу реки Волги, где смыкаются границы трёх республик: Чувашии, Марий Эл и Татарстана;
2. прохождением в 9 км от города федеральной автодороги «Казань—Нижний Новгород»;
3. наличием переправы по Волге через пристань в Козловке;
4. наличием строительных материалов (глины, извести, доломита).

## История
Образован на территории, ранее принадлежавшей основанным в XVI—XVII веках селу Богородскому (другое название — Белая Воложка) и деревням Козловка, Карцев Починок, Комаровка, Верхний Курган, Нижний Курган, Слободка и Новородионовка. После 1861 года происходит быстрое развитие Козловки, имевшей большую пристань. До 1781 года Богородское и названные деревни относились к Свияжскому уезду, после 1781 года были переданы Чебоксарскому уезду, в составе которого в 1920 году вошли в Чувашскую автономную область.
5 сентября 1927 года Козловка стала районным центром.
С 26 октября 1938 года — рабочий посёлок.
Во время Великой Отечественной войны в Козловке работал завод № 494 по выпуску десантного планёра Г-11, с 1942 — Як-6.
В 1959 году в состав посёлка включено село Беловолжское, в 1965 году — деревни Комаровка, Нижний Курган, Слобода. 20 ноября 1967 года Козловка получила статус города.

## Герб города
По официальной информации, символика района и города не утверждена и не прошла регистрацию.
Герб города утверждён в июне 2001 года районным собранием депутатов. Автор герба — краевед Н. Г. Зайцев.
«Герб г. Козловки является его официальным символом. Он представляет собой окаймлённый золотом геральдический щит, верхняя часть которого по форме идентична Гербу Чувашской Республики, что означает географическое расположение города Козловка на территории Чувашии. В середине геральдического щита зелёным цветом изображена рельефность расположения города Козловка и год образования населённого пункта Козловка — 1671. На голубом фоне замкнутым кругом изображены листья, символизирующие деревообрабатывающую отрасль, часть шестерни — символ механизации и развития промышленного производства. В середине круга белый силуэт теплохода на подводных крыльях — символ динамического развития общественных процессов в городе. С двух сторон круга изображены рыбы, символизирующие один из главных промыслов жителей Козловки как в старину, так и в нынешнее время. В нижней части на тёмно-голубом фоне, означающий расположенность города на реке „Волга“, надпись золотыми буквами „Козловка“».

## Население
| 1939    | 1959    | 1970    | 1979    | 1989    | 1992    | 1993    | 1996    | 1997    |
| ------- | ------- | ------- | ------- | ------- | ------- | ------- | ------- | ------- |
| 5700    | ↗9363   | ↗11 655 | ↗11 871 | ↗12 700 | ↗13 100 | →13 100 | ↗13 300 | ↘13 200 |
| 1998    | 2000    | 2001    | 2002    | 2003    | 2005    | 2006    | 2007    | 2008    |
| ↘13 000 | ↘12 800 | ↘12 700 | ↗13 054 | ↗13 100 | ↘12 300 | ↘12 100 | ↘11 900 | ↘11 700 |
| 2009    | 2010    | 2011    | 2012    | 2013    | 2014    | 2015    | 2016    | 2017    |
| ↘11 485 | ↘10 359 | ↗10 400 | ↘9977   | ↘9723   | ↘9449   | ↘9335   | ↘9195   | ↘9058   |
| 2018    | 2019    | 2020    | 2021    |         |         |         |         |         |
| ↘8866   | ↘8680   | ↘8594   | ↘7781   |         |         |         |         |         |

На 1 января 2025 года по численности населения город находился на 1007-м месте из 1124 городов Российской Федерации.

## Промышленность
Крупнейшим промышленным предприятием города являлся Козловский комбинат автофургонов (ККАФ) (ликвидирован). В настоящее время работает как ООО «Автофургон». На 2019 год на предприятии работает 139 человек. Общество производит автомобили-фургоны на базе шасси ГАЗ, КАМАЗ, КрАЗ, Урал.
Бывшими сотрудниками предприятия организовано несколько компаний, производящих портальные станки плазменной резки. В результате, Козловка стала лидирующим в стране населённым пунктом по производству станков данного типа.
Предприятия пищевой промышленности — хлебокомбинат ЗАО «Козловский Хлебокомбинат» (организация ликвидирована 29 сентября 2016 года), два рыбоперерабатывающих предприятия, одно из которых закрылось в 2019 г.
Действуют также швейная фабрика, завод металлоизделий (ликвидирован).

## Интернет
Основные компании, осуществляющие доступ в интернет: ООО «Аквилон», ОАО «Ростелеком».

## Кабельное телевидение
Единственная компания, предоставляющая услуги кабельного телевидения, — ООО «Аквилон». Цифровое телевидение предоставляют две компании — «Аквилон» (технология DVB-C) и «Ростелеком» (система IPTV).

## Здравоохранение
Город обслуживает Козловская центральная районная больница им. И. Е. Виноградова.

## Культура
В городе функционируют две средние школы, вечерняя школа рабочей молодёжи, школа-интернат (с 25 мая 2006 года преобразована в детский дом), научно-образовательный центр Чувашского государственного университета имени И. Н. Ульянова, где действуют экономический и юридический факультеты и лицей, детские музыкальные, художественные, спортивные школы, 4 библиотеки, кинотеатр, Дом культуры, Дом-музей Н. И. Лобачевского. В типографии издаются газеты на русском и чувашском языке: «Знамя» и «Ялав». Также в 2002 году при поддержке Чувашского государственного университета в городе был открыт лицей; в настоящее время расформирован.

## Фотогалерея

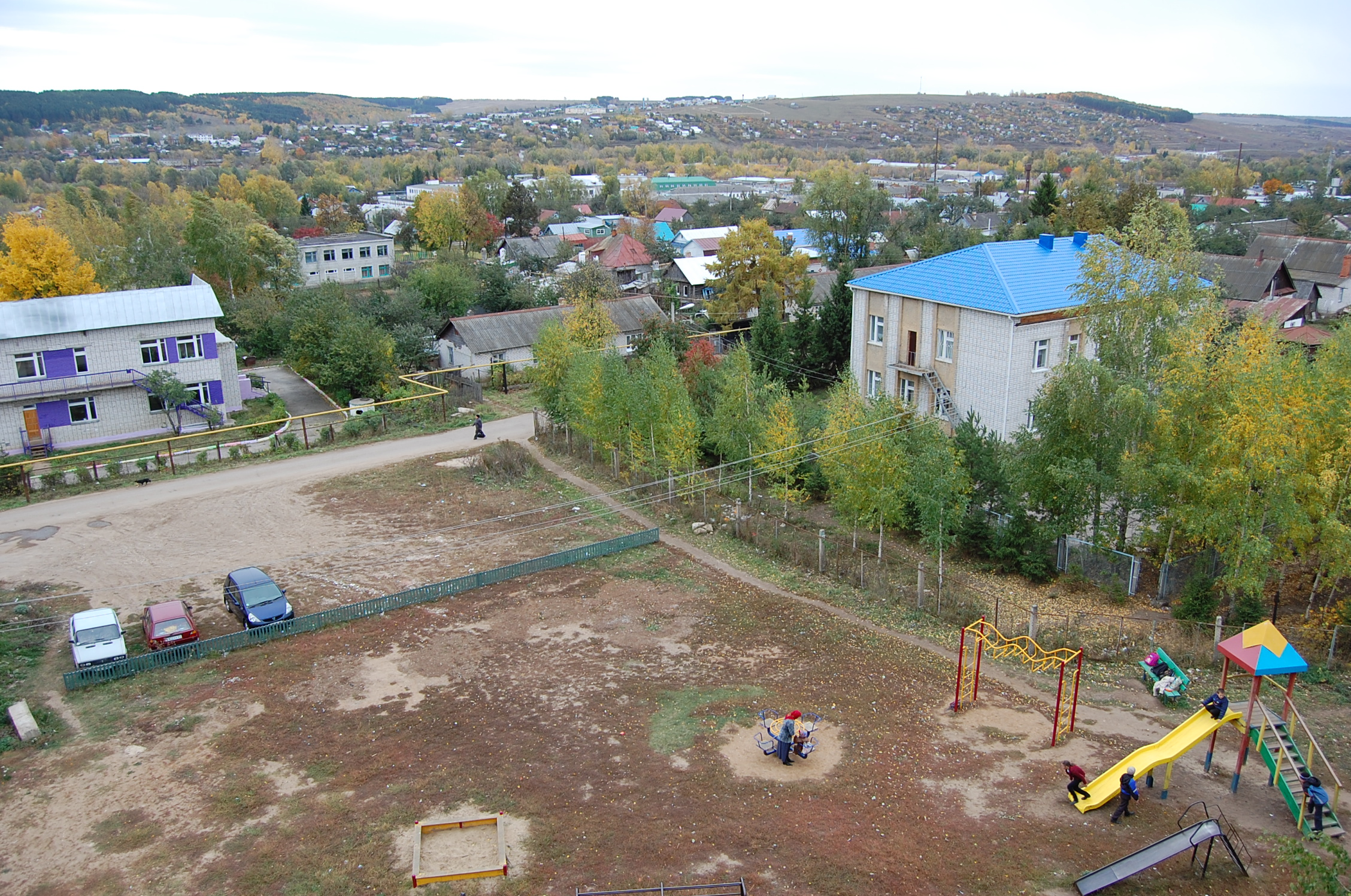
Октябрь 2009 года
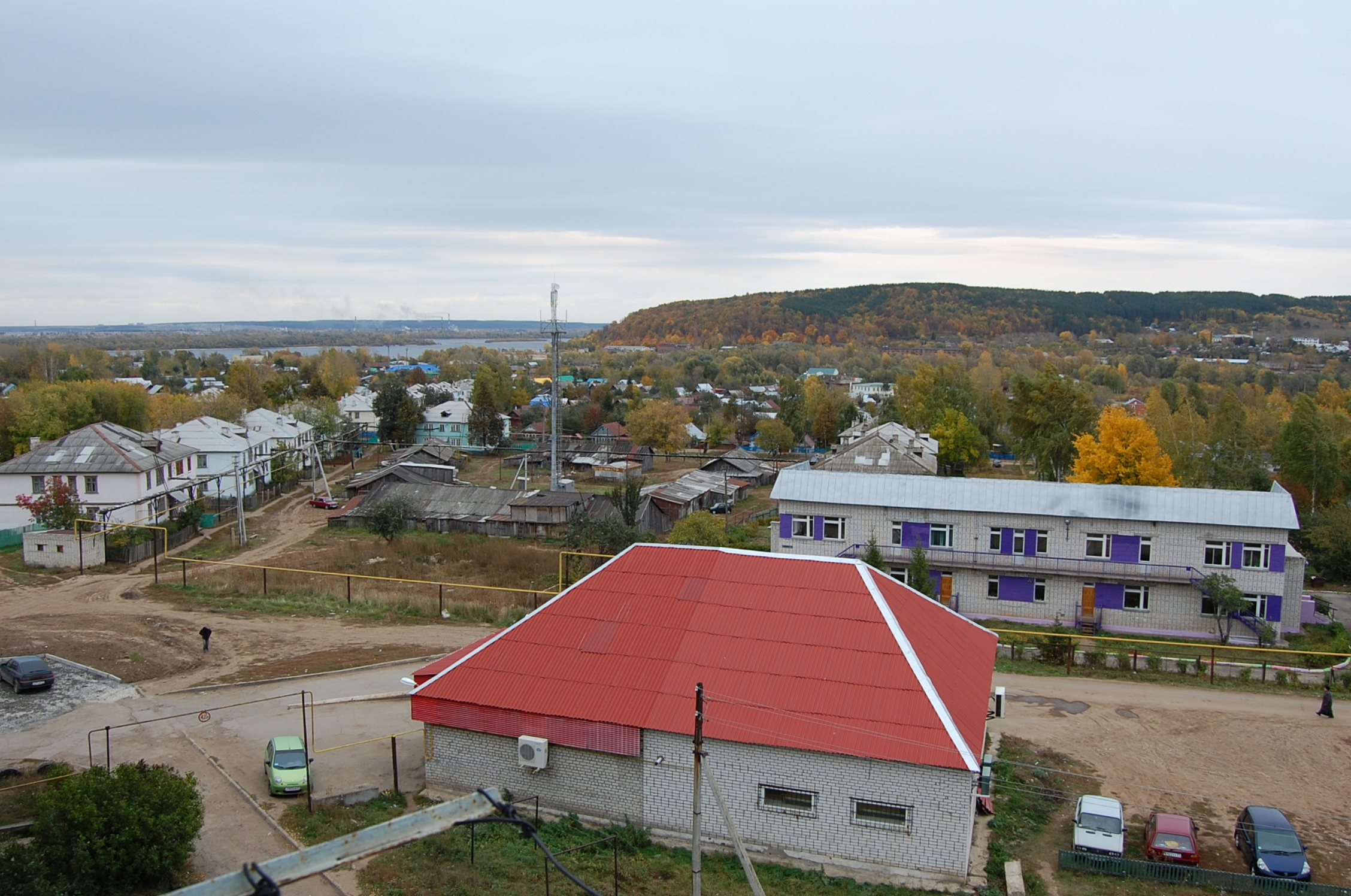
Вид на Волгу (октябрь 2009 года)
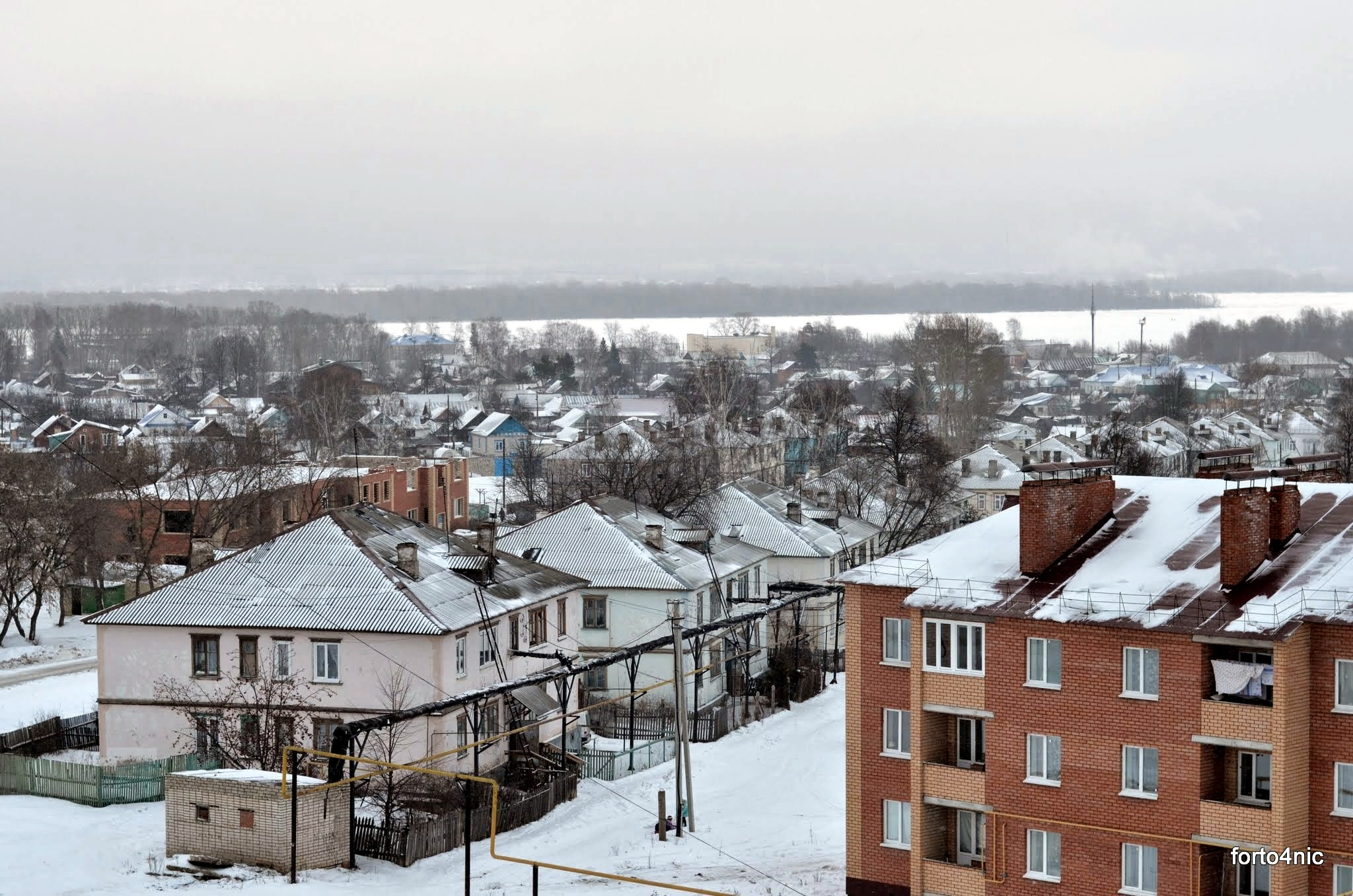
Январь 2014 года
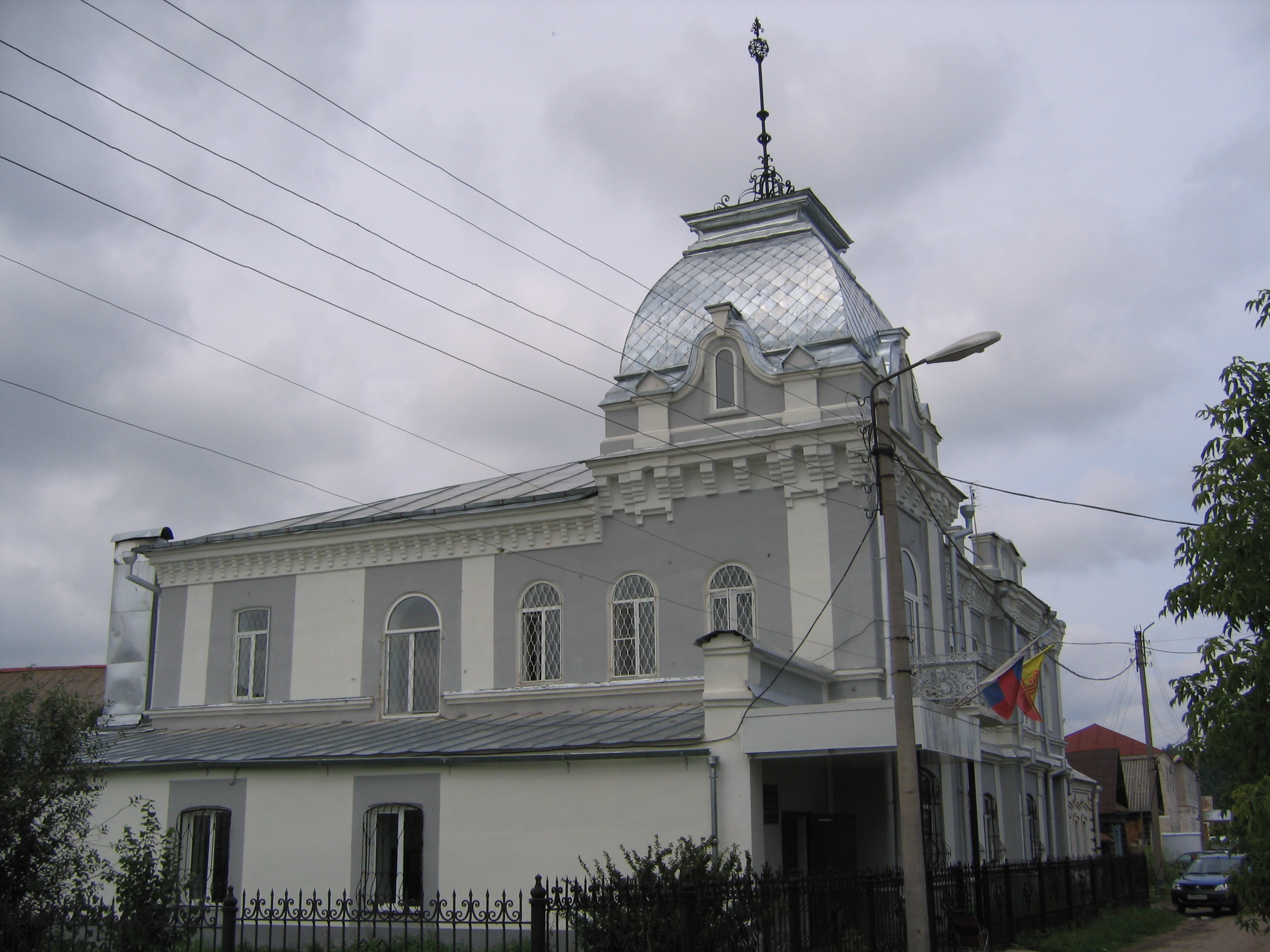
Дом купца Волчкова

## Видеоматериалы
- В КОЗЛОВКУ Июль 2013г.